# موتور آب آشامیدنی سعادت‌آباد
موتور آب آشامیدنی سعادت‌آباد یک منطقهٔ مسکونی در ایران است که در دهستان سعادت‌آباد واقع شده‌است.